# Curug Luhur
Curug Luhur är ett vattenfall i Indonesien.   Det ligger i provinsen Jawa Barat, i den västra delen av landet, 110 km söder om huvudstaden Jakarta. Curug Luhur ligger 304 meter över havet.
Terrängen runt Curug Luhur är huvudsakligen kuperad, men åt nordost är den platt. Runt Curug Luhur är det ganska tätbefolkat, med 239 invånare per kvadratkilometer. I omgivningarna runt Curug Luhur växer i huvudsak städsegrön lövskog.